# Нароч (селище)
Нароч (біл. Нарач) — курортне селище в Мядельському районі Мінської області.

## Історія
Раніше на місці селища знаходилися села Купа, Урлікі, Журавки і Степеньово, які до початку XX століття були невеликими рибальськими селами.
До Другої світової війни на березі озера, у селі Купа був побудований причал для яхт і будинки двох турбаз: шкільної і турбази польської Ліги морської і колоніальної.
Так як озеро Нароч було найбільшим озером довоєнної Польщі, курорт приваблював на відпочинок жителів Віленського воєводства та інших районів країни. Приплив відпочивальників збільшився в 1937 році, коли до Купи продовжили вузькоколійну залізницю від станції Свенцяни.
26 вересня 1964 року на місці сіл Купа (дане назва досі використовується для позначення центру селища), Урлікі, Журавки і Степеньово було утворено курортне селище.
У 1999 року з утворенням Національного парку «Нарочанський» в селищі розмістився його адміністративний центр.

## Географія
Розташований в білоруському Поозір'ї на північно-західному березі озера Нарочь за 18 км від Мяделя, 31 км від станції Постави на лінії Воропаєва — Линтупи, на автомобільній дорозі Мінськ — Постави.
За 4 км на північ від курортного селища Нароч розташовано село Нароч (колишні Кобильнікі або Кобильнік).

## Назва
Селище названий за назвою довколишнього озера Нароч. Назва «Купа» відбувається, ймовірно, від язичницького урочища, розташованого на пагорбі біля берега озера.

## Планування
Всі великі інфраструктурні об'єкти сконцентровані на території колишнього села Купа, у тому числі: дирекція Національного парку «Нарочанський», міліція, готельно-розважальний центр, більшість магазинів. В центрі курортної зони на березі Малого плеса знаходяться сучасний готель з розважальним комплексом, багатоповерхові корпуси санаторіїв, туристичного комплексу, а також біологічна станція Білоруського державного університету і гідрометеорологічна станція системи Гідрометслужби.
Центр селища забудований багатоквартирними житловими, торговельними та адміністративними будівлями з цегли. Поблизу центру (район «Купи») розташоване також більшість санаторіїв. У районах «Урлікі» і «Журавікі» знаходяться санаторії «Приозерний» і «Супутник». За межами Купи — к.п. Нароч забудований, в основному, будинками садибного типу. У південно-західна частини селища (на місці села степеневих) — традиційна для місцевих сіл забудова та інфраструктура.

## Населення
На 1 січня 1997 року містечко налічувала 1337 господарств та 3213 жителів. На 2006 рік чисельність населення становила 3,4 тис. осіб.

## Туризм і відпочинок
Економіка селища в основному пов'язана з областю туризму, відпочинку та санаторного лікування. Послугами Нарочанських санаторіїв і будинків відпочинку користуються жителі Білорусі, колишнього СРСР, країн далекого зарубіжжя.

### Санаторії та пансіонати к.с. Нароч
1. «Зубренок», Національний дитячий центр[6]. Відкрився в 1969 році як табір піонерського та комсомольського активу шкіл БССР.
2. «Біла Русь», санаторій[7]. Відкрито в 1988. Медичний профіль санаторію — хвороби серцево-судинної системи, шлунково-кишкового тракту та кістково-м'язової системи. На території санаторію знаходяться два джерела мінеральної води.
3. «Нарочанський берег», санаторій[8]. Побудований в 1964 році. Знаходиться в змішаному хвойно-листяному лісі на березі озера Нароч. У санаторії використовуються різні види лікування.[9]
4. «Нароч», санаторій[10]
5. «Нароч», туристичний комплекс[11]
6. «Приозерний», санаторно-оздоровчий комплекс[12]
7. «Супутник», санаторій[13]
8. «Борове», дитячий пульмонологічний центр медичної реабілітації[14]
9. «Журавушка», санаторій[15]
10. «Чайка», оздоровча база відпочинку ЗАТ «Белтяжмаш»
11. «Нарочанка», база відпочинку
12. «Сосни», санаторій[16]
13. «Рудакова», база відпочинку Мінського ПОВТ[17]
14. «Антонінсберг», автокемпінг[18]

## Галерея

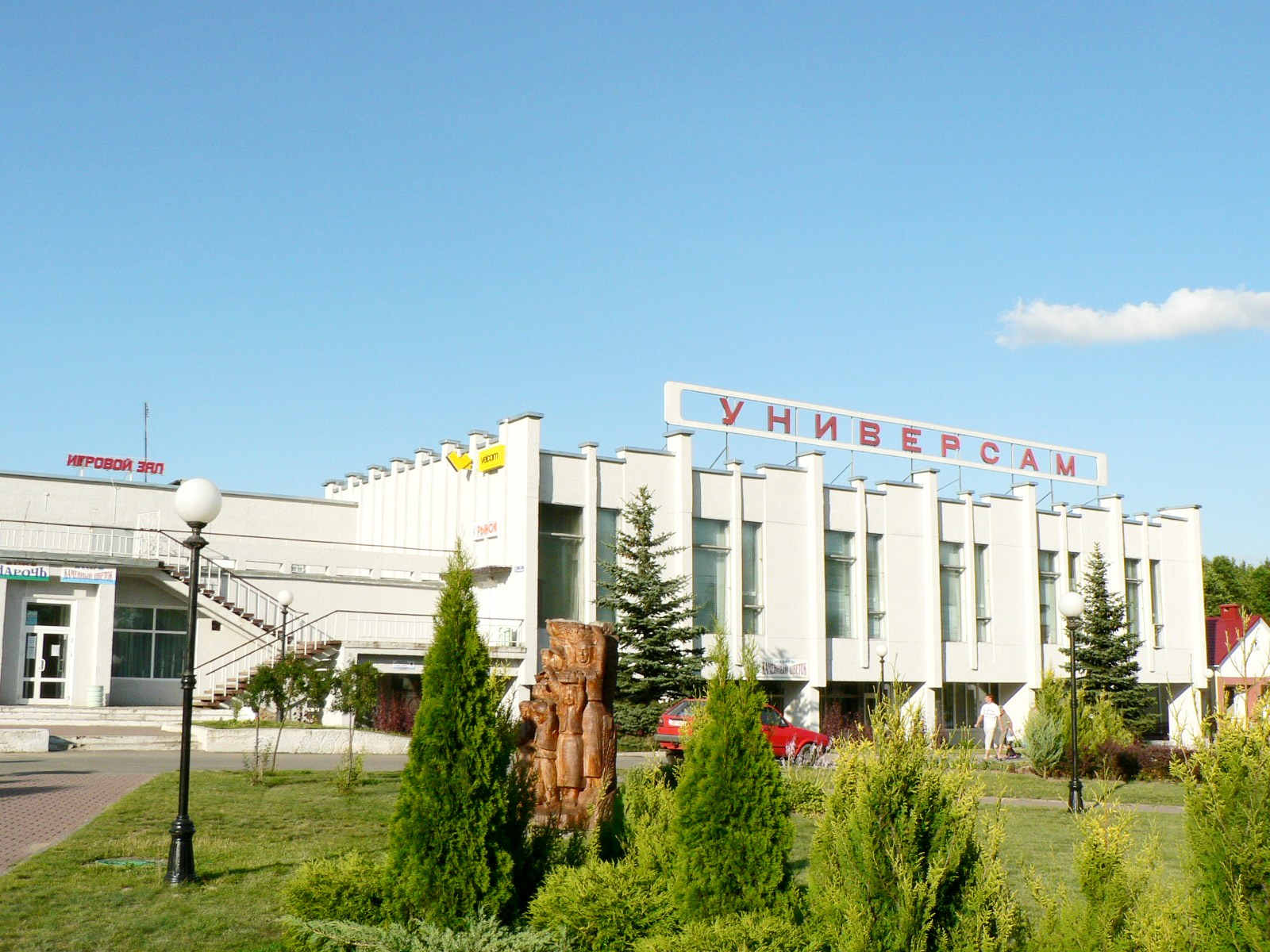
Центр торгівлі та послуг на головній площі курортного селища (зовнішній вигляд до 2012 року)
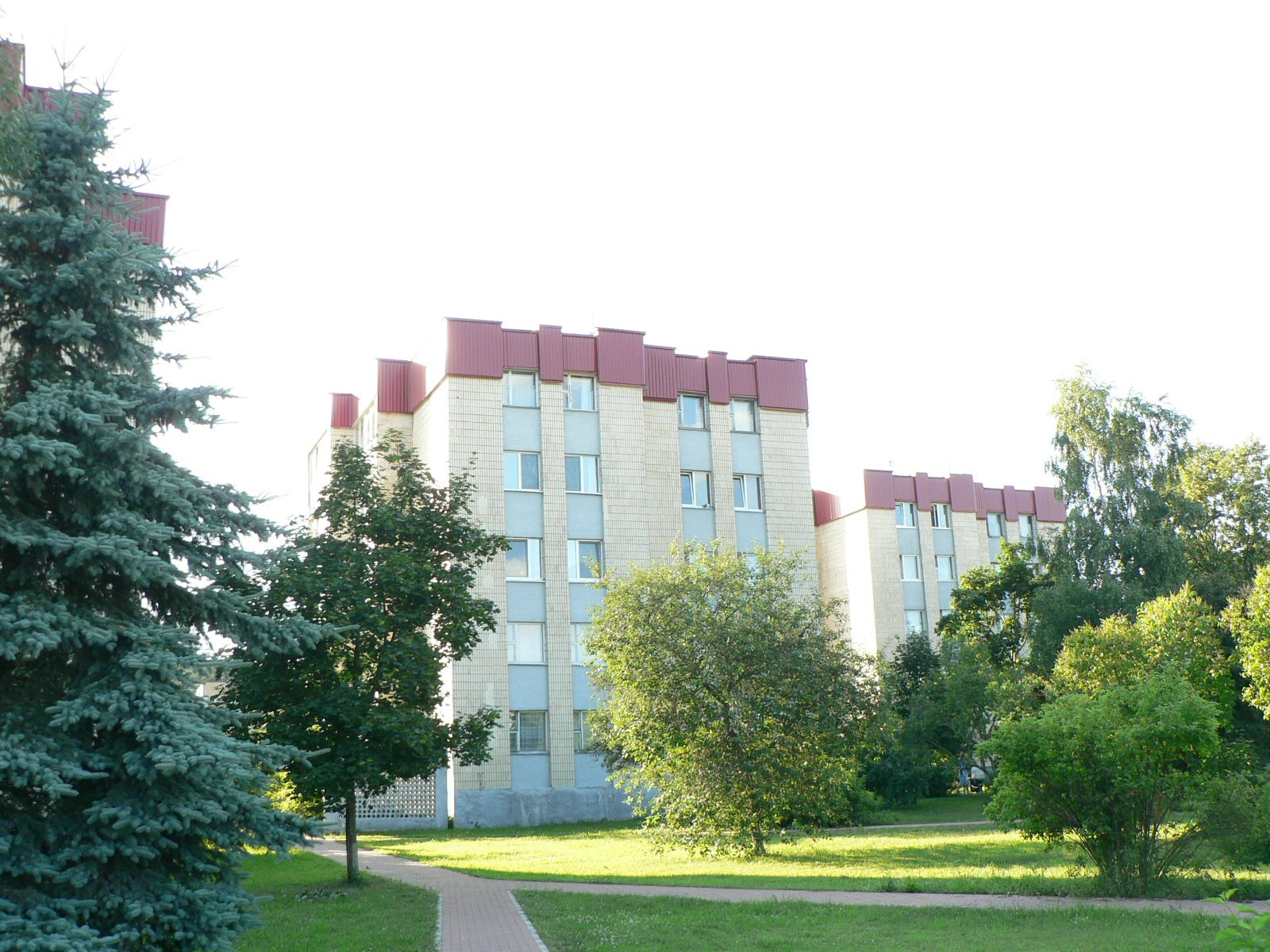
Житлові будинки в центрі (район Купи)
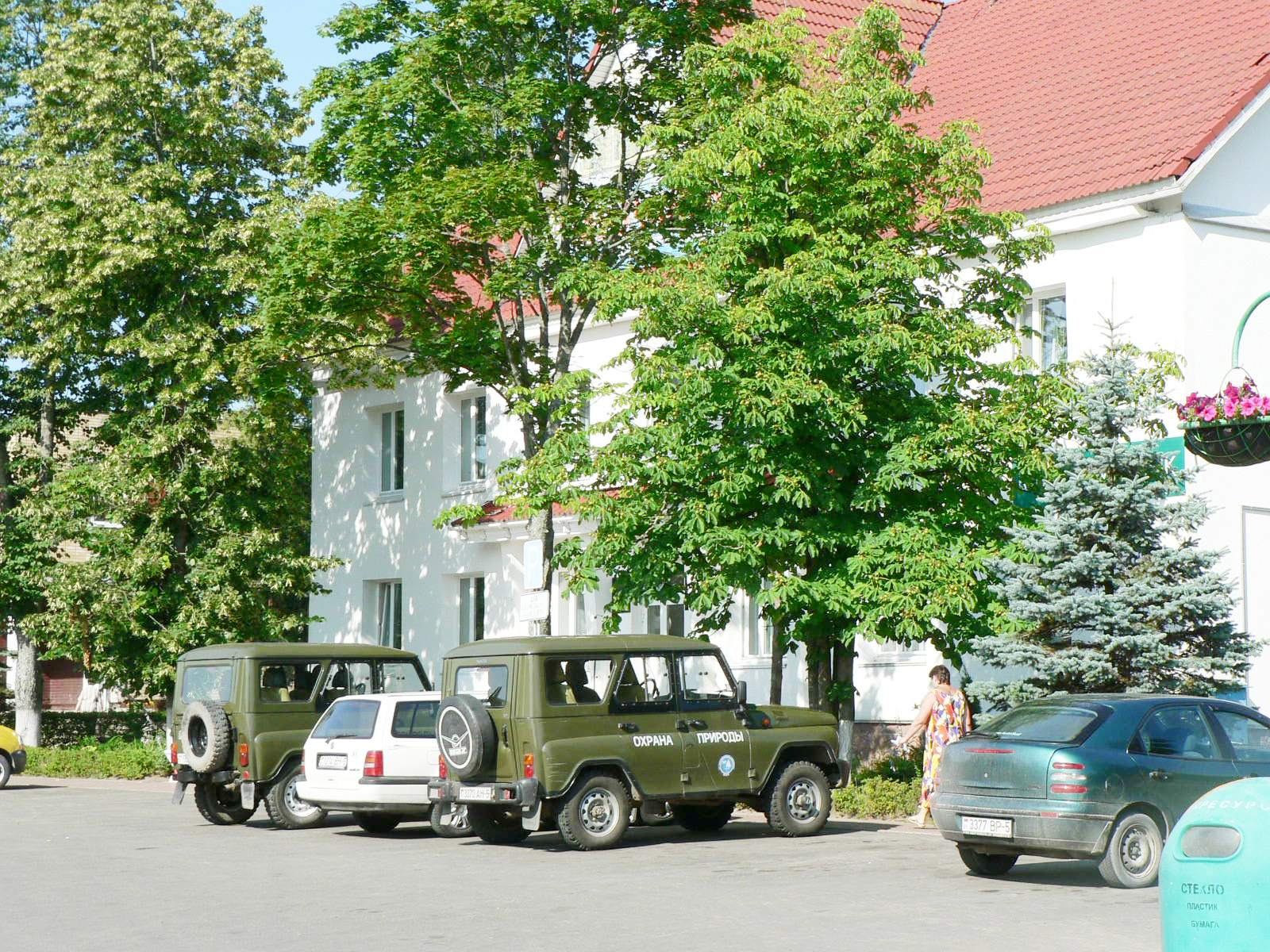
Будівля управління Національного парку «Нарочанський»
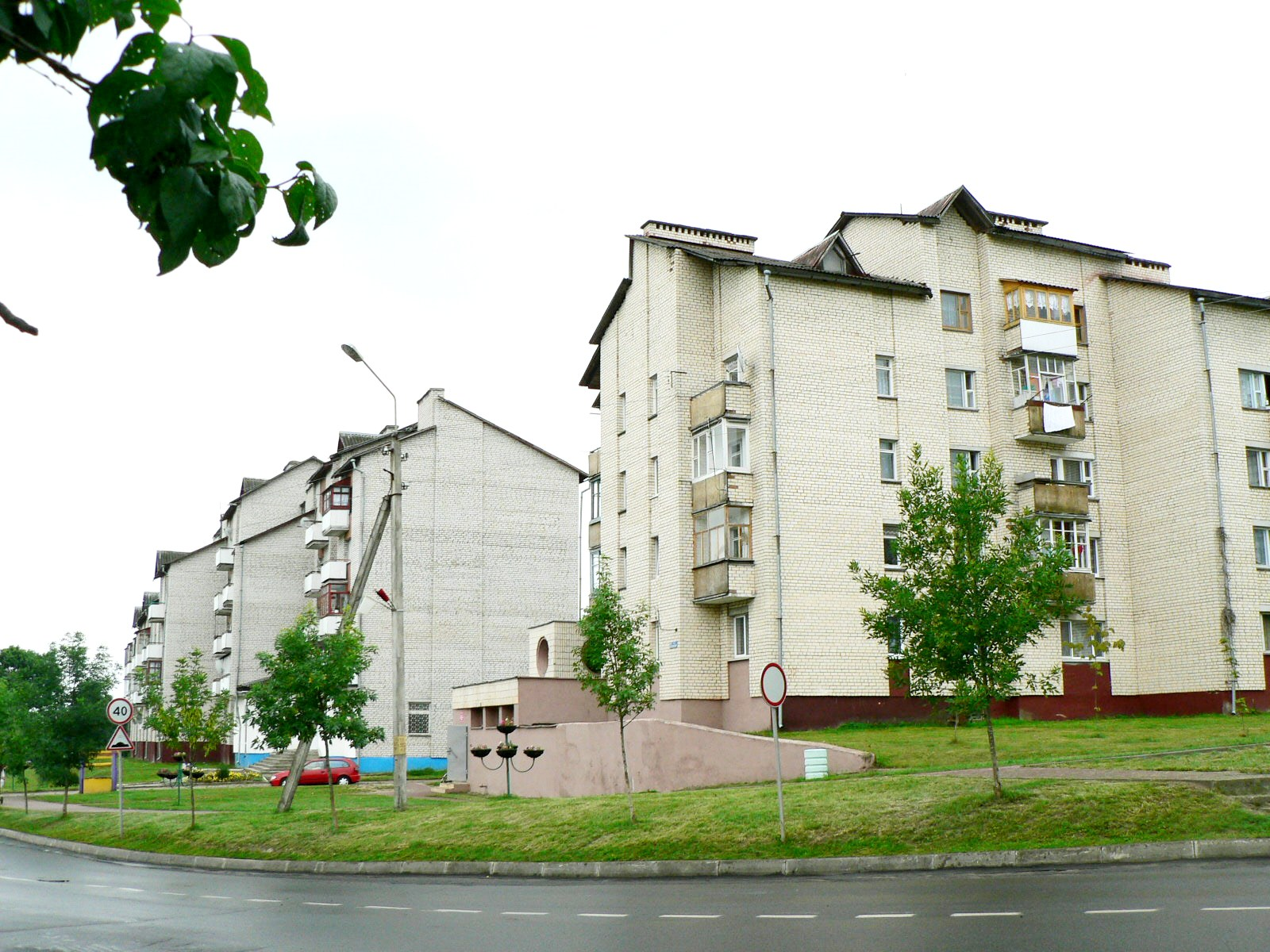
Житлові приміщення у верхній частині вулиці ленінської.

| Білорусь | Це незавершена стаття з географії Білорусі. Ви можете допомогти проєкту, виправивши або дописавши її. |